# 阿尔莫伊内斯
阿尔莫伊内斯，是西班牙巴伦西亚自治区巴伦西亚省的一个市镇。总面积2平方公里，总人口1709人（2001年），人口密度855人/平方公里。